# Ibou Touray
Ibou Omar Touray, abrégé Ibou Touray, né le 24 décembre 1994 à Toxteth en Angleterre, est un footballeur international gambien, possédant également la nationalité anglaise. Il évolue au poste de défenseur gauche à Bradford City .

## Carrière

### En club
Ibou Touray rejoint le club de Nantwich Town lors de l'été 2016. Le club évolue au sein de la Northern Premier League Premier Division (soit l'équivalent d'une septième division).

### En sélection
Il honore sa première sélection le 6 septembre 2015 lors d'un match amical contre l'Ouganda (score : 1-1).

## Statistiques
| Saison                | Club                  | Championnat           | Championnat | Championnat | Coupe(s) nationale(s) | Coupe(s) nationale(s) | FA Trophy | FA Trophy | Gambie | Gambie | Total | Total |
| Saison                | Club                  | Division              | M.          | B.          | M.                    | B.                    | M.        | B.        | M.     | B.     | M.    | B.    |
| 2014-2015             | Chester FC            | National League       | 19          | 0           | 1                     | 0                     | 2         | 0         | 1      | 0      | 23    | 0     |
| 2015-2016             | Rhyl FC               | Premier League        | 29          | 2           | 0                     | 0                     | -         | -         | 1      | 0      | 30    | 2     |
| Total sur la carrière | Total sur la carrière | Total sur la carrière | 48          | 2           | 1                     | 0                     | 2         | 0         | 2      | 0      | 53    | 2     |

## Palmarès

### En club
- Champion de D4 en 2024 avec Stockport County
- Vainqueur de l'EFL Trophy en 2020 avec Salford City

### Distinction individuelle
- Membre de l'équipe type de League One (quatrième division) en 2023[4]